# Kudłacz
Kudłacz – osada leśna w Polsce położona w województwie podkarpackim, w powiecie leżajskim, w gminie Leżajsk.
Położony w głębi lasów, na obrzeżach wsi Brzóza Królewska, 1,8 km od drogi asfaltowej Brzóza Królewska – Biedaczów. Znajduje się tam okazała kaplica i osobliwe uroczysko.
W 1923 w miejscu tragicznego wypadku, któremu rok wcześniej uległa hrabina Julia Zamoyska, zwana Dziuli (Rognieda Stecka - Olechnowicz ze Steczanki, herbu Radwan), wybudowano kaplicę. Obok w 1933 Alfred i Jerzy Potoccy ufundowali pamiątkowy głaz poświęcony Adamowi Zamoyskiemu.
Przez uroczysko płynie niewielki strumień, który przepływa przez nowo powstałe stawy.

Uroczysko Kudłacz
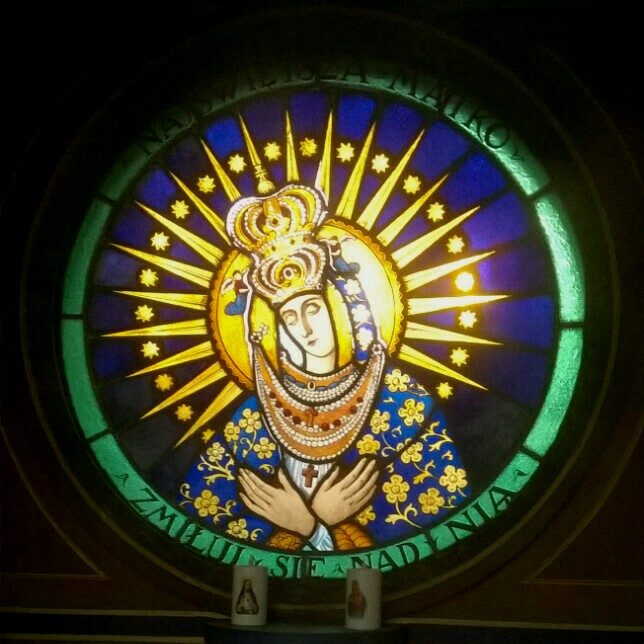
Witraż Matki Boskiej Ostrobramskiej w kaplicy
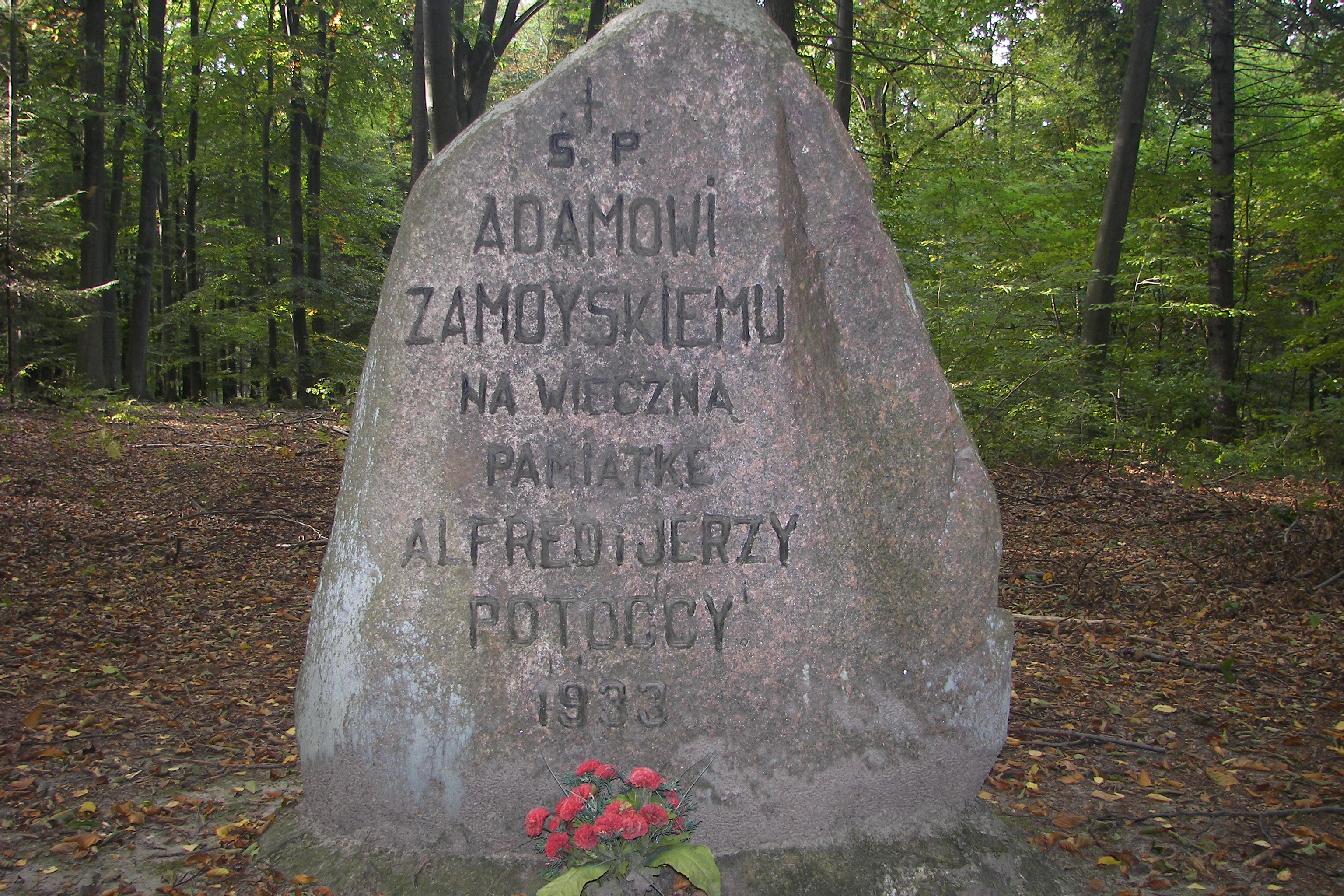
Głaz poświęcony pamięci Adama Zamoyskiego
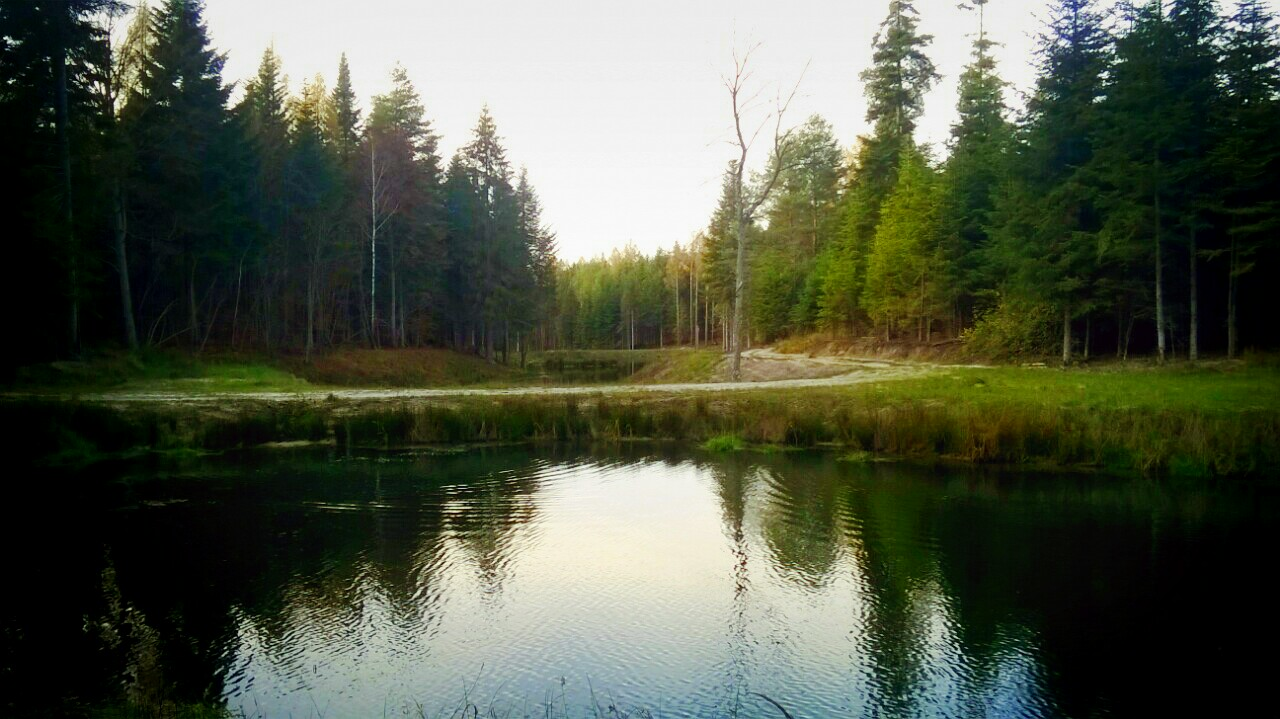
Stawy na uroczysku